# 1980 aux États-Unis
Pour des articles plus généraux, voir Chronologie des États-Unis et 1980.
Chronologie des États-Unis
- 1976
- 1977
- 1978
- 1979
- 1980
- 1981
- 1982
- 1983
- 1984

Cette page concerne des événements d'actualité qui se sont produits durant l'année 1980 du calendrier grégorien aux États-Unis.

## Gouvernement
- Président : Jimmy Carter
- Vice-président : Walter Mondale
- Secrétaire d'État : Cyrus Vance jusqu'au 28 avril, puis Edmund Muskie
- Chambre des représentants - Président : Tip O'Neill (Parti démocrate)

## Événements
- 4 janvier : le Président des États-Unis Jimmy Carter proclame des gains embargos contre l'URSS avec les soutiens des Commission européennes.
  - l'heure du moment epoch pour la Global Positioning System est fixée à Minuit.
- 27 janvier : accueil sur le sol des États-Unis des 6 diplomates américains exfiltrés lors de l’opération Argo, avec l'aide du Canada de l'Iran.
- 28 février : livraison à l'United States Army du premier char de combat M1 Abrams de série[1].
- 17 mars : vote du Refugee Act, loi facilitant l'accueil des réfugiés politiques aux États-Unis. Le gouvernement fédéral est habilité à intervenir en cas de refus des autorités locales d'accueillir des réfugiés.
- 18 mars : les États-Unis réduisent les exportations de technologie vers l'URSS et les augmentent vers la Chine.
  - L'administration présente un projet budgétaire plus restrictif que celui prévu un an plus tôt, dû aux conséquences économiques du deuxième choc pétrolier.
    - Hausse fiscale de 14 milliards de dollars, avec instauration d'une surtaxe de 10 cents/gallon sur les importations de pétrole.
    - Gel de 12 milliards de dollars de prestations sociales et d'investissements publics.
    - Instauration d'un contrôle gouvernemental sur les hausses de salaires et des prix.
    - Mesures d'encadrement du crédit, visant à restreindre l'inflation.

  - Depository Institution Deregulation and Monetary Cotrol Act. Dérèglementation partielle des établissements bancaires de dépôt. Renforcement du rôle de la Réserve Fédérale dans le contrôle du système bancaire américain.
- 27 mars : début de l'Éruption du mont Saint Helens.
- 1er-11 avril : grève des transports en commun de New York.
- 9 avril : vote par le Congrès du projet de loi gouvernemental sur la dérégulation des prix du pétrole et sur la création d'une surtaxe sur les bénéfices des compagnies pétrolières. De nouvelles normes plus sévères sur la consommation énergétique des véhicules sont adoptées.
- Au printemps, Carter fait approuver la dérégulation des prix pétroliers sur deux ans.
- 22 avril : Arrêt Mobile v. Bolden. La Cour Suprême rejette, par 6 voix contre 3, le recours d'associations noires contre la ville de Mobile sur le système d’élection des représentants de la ville, jugé discriminant car prenant en compte l'ensemble des habitants et non les communautés.
  - Ainsi, la Cour statue que la loi Voting Right Act of 1965 ne peut s'appliquer que pour les discriminations jugées intentionnelles. « Le verdict de la Cour de district, incontesté en appel, montre que les citoyens noirs sont inscrits et votent à Mobile sans obstacle et il n'y a pas d'obstacle officiel pour ceux qui veulent être candidats à l'élection de la commission. L' action d'un État racialement neutre viole le XIVe amendement uniquement dans une intention discriminatoire ».
- 25 avril : l'opération Eagle Claw est décidé pour tenter de libérer les otages américains en Iran. Une série d'incidents techniques et d'erreurs tactiques provoquent l'échec de l'expédition héliportée. 6 membres des forces spéciales décèdent dans l'incendie d'un C-130.
- 17-20 mai : Acquittement de 4 policiers impliqués dans le lynchage d'un motocycliste afro-américain à Miami. Le soir même, des manifestations dénonçant le verdict dégénèrent en affrontements avec les forces de l'ordre. Des émeutes raciales ensanglantent le quartier de Liberty City à Miami pendant 3 jours. 18 personnes sont tuées, 400 sont blessées et les dégâts atteignent 100 millions de dollars.
- 18 mai : éruption du Mont Saint Helens. L'explosion est 500 fois supérieure à la bombe d'Hiroshima. 57 morts, asphyxiés par les cendres.
- 21 mai : pollution chimique près des chutes du Niagara.
- 1er juin : lancement de CNN.
- 7 juin : vote de la loi budgétaire par le Congrès. La taxe d'importation sur le pétrole, mesure centrale du gouvernement pour financer les économies d'énergie, n'est pas adoptée.
- Juillet : refus de s’inscrire sur les listes d’incorporation militaires de plus de 800 000 personnes, soit 10 % de la population concernée. Manifestations pacifistes devant le Pentagone. Plus d’un millier de personnes sont arrêtées pour désobéissance civile passive.
- 10 juillet : Cap Code, Gérard d'Aboville prend le départ de la première traversée de l'Atlantique à la rame en solitaire dans le sens ouest-est.
- 14 août : 
  - Carter obtient de justesse l’investiture du parti démocrate, disputée par Edward Kennedy.
  - l'actrice Dorothy Stratten est assassinée à Los Angeles dans le sud de la Californie.
- 22 août : les États-Unis obtiennent la base de Berbera en Somalie.
- 9 septembre : affaire des « Huit à la Charrue » : des militants pacifistes chrétiens s’introduisent dans l’usine de General Electric de King of Prussia (Pennsylvanie) qui produit des ogives nucléaires. Ils endommagent deux têtes nucléaires à coup de masse et versent leur sang sur les missiles, les plans et les bureaux. Au cours de leur procès, ils déclareront qu’ils voulaient illustrer un propos de la Bible qui préconisait de changer les « épées en socs de charrue ».
- 23 octobre : gros accord céréalier entre les États-Unis et la Chine.
- 4 novembre : élection de Ronald Reagan (Républicain) comme président des États-Unis (au pouvoir le 20 janvier 1981) avec 50,7 % des voix (44 millions) contre Jimmy Carter (Démocrate) 41 % (35,5 millions), avec 46 % d’abstentions. Son élection entraîne une majorité républicaine au Sénat (53 sièges sur 100) pour la première fois depuis trente ans. Mais les démocrates gardent le contrôle de la Chambre des Représentants (243 sièges sur 435).
- 20 novembre : En Louisiane, lors de recherches d'hydrocarbures, une tête de forage de la Texaco perce par erreur un dôme de sel, créant une brèche d'environ 36 centimètres. Le lac Peigneur se vide entièrement en sept heures ; ses eaux s'engouffrant dans une mine de sel en activité.
- 8 décembre : devant le Dakota Building à New York, John Lennon, le fondateur des Beatles avec Paul McCartney, est assassiné de quatre balles de revolver calibre 38 par un déséquilibré, Mark Chapman.
- 11 décembre : la CERCLA est adoptée par le Congrès des États-Unis.
- 26 décembre : suicide du tueur en série condamné à mort Richard Chase, le « Vampire de Sacramento », par surdose dans la prison de San Quentin.

## Économie et société
- En janvier, l’Administration présente un budget expansionniste, puis en mars annonce vouloir l’équilibrer pour 1981. Cette politique paraît provoquer une récession (été). Paul Volcker renonce à imposer une politique monétaire trop sévère à Jimmy Carter, qui annonce un programme destiné à revitaliser l’économie par des mesures fiscales. Le dollar rechute et l’inflation repart. Une nouvelle hausse des taux d’intérêts doit être imposée (20 % en décembre).
- 13,5 % d’inflation.
- Le PNB des États-Unis représente 25 % du PNB mondial.
- Le budget fédéral atteint 553,8 milliards de dollars et 55 % est affecté aux aides sociales (303,9 milliards).
- Un million d’immigrés en 1980 (Asiatiques, Hispano-américains).
- 5,7 % de chômeurs
- 61,3 milliards de dollars de déficit (2,1 % du PIB).
- 600 000 détenus dans les prisons américaines.

## Culture

### Cinéma

#### Autres films sortis aux États-Unis en 1980
- x

#### Oscars
- Meilleur film :
- Meilleur réalisateur :
- Meilleur acteur :
- Meilleure actrice :
- Meilleur film documentaire :
- Meilleure musique de film :
- Meilleur film en langue étrangère :

## Naissances en 1980
- 17 janvier : Zooey Deschanel, actrice, auteur-compositrice, chanteuse et musicienne
- 29 janvier : Jason James Richter, acteur
- 3 mai : Jaycee Lee Dugard, victime d'enlèvement
- 17 juin : Venus Williams, joueuse de tennis
- 7 juillet : Michelle Kwan, patineuse artistique
- 26 août : Macaulay Culkin, acteur
- 13 novembre : Sara Amato, catcheuse et entraîneur de catch

## Décès en 1980
- 14 août
  - Dorothy Stratten, actrice. (né le 28 février 1960)
  - Paul Snider (en), meurtrier. (né le 15 avril 1951)
- 7 novembre : Steve McQueen, acteur, producteur, pilote automobile et pilote de moto
- 8 décembre : John Lennon, fondateur des Beatles. (né le 9 octobre 1940)
- 26 décembre : Richard Chase, tueur en série. (né le 23 mai 1950)